# 亞歷山大·帕夫洛維奇·斯維斯圖諾夫
亞歷山大·帕夫洛維奇·斯維斯圖諾夫（羅馬化：Aleksandr Pavlovich Svistunov；1830年2月14日—1903年3月18日之後，為特維爾公爵、俄羅斯帝國軍事家。